# Пикулице
Пикулице (пол. Pikulice), Пикуличи (укр. Пикуличі, Пікуличі) — село в Польше, в гмине Пшемысль, Перемышльский повят, Подкарпатское воеводство.

## География
Расположено на юго-востоке Польши, у самой границы с Украиной в 4 км к югу от города Пшемысль (Перемышль) и 65 километров к юго-востоку от столицы воеводства — города Жешув.

## История
Основано в 1589 году в Русском воеводстве Польского королевства. После Первого раздела Речи Посполитой в 1772 оказалось в составе королевства Галиции и Лодомерии Австрийской империи.
После Первой мировой войны и распада Австро-Венгрии село вошло в состав Польской республики (хотя провозглашённая 1 ноября 1918 года ЗУНР включила его в свою территорию).
Перед Первой мировой войной в Пикулице были построены военные казармы, относившиеся к Перемышльской крепости. С 1919 года польские власти стали использовать три бывших казармы как лагерь для военнопленных, сначала из армии УНР и армии ЗУНР, а затем и из Рабоче-крестьянской Красной армии.
27 сентября 1939 года в село вошли советские войска и Пикуличи, вместе с другими населёнными пунктами к востоку от реки Сан, отошли к СССР и вошли в состав Дрогобычской области УССР (по имени тогдашнего областного центра — города Дрогобыч).
В 1941—1944 гг. во время немецкой оккупации в селе размещался немецкий лагерь для советских военнопленных (отделения лагеря Шталаг-327).
В 1945 году, по договорённости СССР и ПНР, всех украинцев из Пикулич выселили в СССР. Украинская повстанческая армия, действовавшая в зонах компактного проживания украинцев, пыталась помешать обмену населением. Чтобы не допустить заселение домов в Пикуличах поляками, 15 ноября того же года партизаны УПА сожгли деревню. У современного населения УПА популярностью не пользуется. К оставшимся в селе местным полякам присоединились поляки, переселенные с бывших польских территорий, вошедших в состав СССР (ныне Украина).

## Воинское кладбище
В селе Пикулице (Пикуличи) имеется историческое воинское кладбище. Самые ранние захоронения — пленных красноармейцев времён советско-польской войны и интернированных петлюровцев. Также имеются более поздние захоронения членов УПА.